# 柏林 (北达科他州)
柏林（英語：Berlin），是美国北达科他州下属的一座城市。根据2010年美国人口普查，该市有人口34人。